# Квемо-Бролосани
Квемо-Бролосани (груз. ქვემო ბროლოსანი) — село в Грузии. Находится в Хашурском муниципалитете края Шида-Картли. Высота над уровнем моря составляет 895 метров. Население — 118 человек (2014).